# Mpongwe (Zambia)
Mpongwe – miasto w Zambii, w prowincji Copperbelt. Według danych szacunkowych na rok 2010 liczy 11.025 mieszkańców.